# Glypta divisa
Glypta divisa là một loài tò vò trong họ Ichneumonidae.